# Kortkopweekschildpad
De kortkopweekschildpad (Chitra indica) is een schildpad uit de familie weekschildpadden (Trionychidae).

## Naam en indeling
De wetenschappelijke naam van de soort werd voor het eerst voorgesteld door John Edward Gray in 1831. Oorspronkelijk werd de wetenschappelijke naam Trionyx indicus gebruikt.
De soort werd later ook wel aan andere geslachten toegekend, zoals Gymnopus, dat tegenwoordig een geslacht van schimmels is. De soortaanduiding indica betekent vrij vertaald 'gebonden aan Indië', en slaat op een deel van het verspreidingsgebied. 

## Uiterlijke kenmerken
De schildpad kan een rugschildlengte bereiken van 1,15 meter en is hiermee een van van de grootste zoetwaterschildpadden. Het gewicht kan oplopen tot 120 kilogram. In 1914 werd een exemplaar gevangen dat een schildlengte had van 183 cm. Het rugschild is olijfkleurig tot grijs met lichtere gele lijnen en vlekken die doen denken aan een luipaardtekening. Het buikschild (plastron) heeft een witgele tot roze-achtige kleur, een aantal botten van het buikpantser zijn door de huid heen te zien. 
Aan de bovenzijde bevindt zich een typische landkaarttekening; een wat 'uitgerekte' nettekening die langzaam verdwijnt naarmate de dieren ouder worden. Jongere dieren hebben een opstaande lengtekiel op het rugschild en vele kleine bultjes die na enige tijd verdwijnen. De juvenielen hebben een donkergroene kleur aan de kop en het schild met een fijne gele, donkeromzoomde nettekening. De tekeningen van zowel de oudere als de jongere exemplaren imiteren de lichtval door het water op het substraat waardoor ze nagenoeg onzichtbaar zijn.  
De kortkopweekschildpad is eenvoudig te herkennen aan het zeer platte lijf en schild, waaruit aan de voorkant de kleine kop steekt die vergroeid lijkt met de dikke nek en het schild. De peddel-achtig afgeplatte poten zijn klein en dragen scherpe klauwen. De kleine ogen zijn vrij ver vooraan de snuit gepositioneerd en de iris is oranje. Mannetjes zijn van vrouwtjes te onderscheiden door een langere en dikkere staart.

## Verspreiding en habitat
De kortkopweekschildpad komt voor indelen van Azië en leeft in de landen Bangladesh, India, Nepal en Pakistan. De habitat bestaat uit rivieren, rivierarmen en meren met helder en schoon water met een zandbodem en weinig vegetatie. De schildpad heeft een voorkeur voor snel stromende wateren. 

## Levenswijze
De schildpad is zeer sterk aan water gebonden en komt er nooit uit, met uitzondering van de vrouwtjes om de eieren af te zetten. Ze bewegen zich erg onhandig en traag op het land. Het dier is een uitstekende zwemmer en kan lang onder water verblijven omdat er gebruik wordt gemaakt van huidademhaling. Als het dier wordt bedreigd kan het een stinkende vloeistof afscheiden uit de cloaca. Daarnaast bijt het wild om zich heen en staat bekend als erg agressief. De beet kan beter vermeden worden want de kaken kunnen ernstige verwondingen veroorzaken. 
De kortkopweekschildpad  is voornamelijk carnivoor, op het menu staan vissen, kreeftachtigen, weekdieren zoals tweekleppigen en slakken en amfibieën. Er is ook wel beschreven dat grotere prooien die te dicht bij het water komen worden aangevallen, zoals geiten. Een deel van het voedsel bestaat uit in het water gevallen fruit en waterplanten. 

## Voortplanting
Het nest wordt op grote afstand van de waterlijn afgezet en heeft een flesachtige vorm. De eieren zijn relatief klein en hebben een ronde vorm, de diameter is ongeveer 35 millimeter. Het aantal eieren per nest varieert van zestig tot 178. De eieren zijn rond van vorm en hebben een harde schaal, ze hebben een diameter van ongeveer 25,5 tot 28 millimeter. Ze komen na ongeveer zes tot tien weken uit, de jongen hebben dan een schildlengte van 39 tot 43 mm. 

## Bedreiging en bescherming
Door de zandwinningsindustrie en het afdammen van rivieren worden deze in zandgronden eierleggende dieren zeldzamer en de soort staat inmiddels op de CITES-lijst. Desondanks wordt de schildpad nog steeds illegaal gevangen voor de dierenhandel, ook al is deze soort vanwege zijn uiteindelijke lengte voor een particulier moeilijk in leven te houden. 
Door de internationale natuurbeschermingsorganisatie IUCN is de beschermingsstatus 'bedreigd' toegewezen (Endangered of EN).